# Schemyscheika
Schemyscheika (russisch Шемыше́йка) ist eine Siedlung städtischen Typs in der Oblast Pensa in Russland mit 6512 Einwohnern (Stand 14. Oktober 2010).

## Geographie
Der Ort liegt etwa 40 km Luftlinie südöstlich des Oblastverwaltungszentrums Pensa am linken Sura-Nebenfluss Usa, der einige Kilometer nordwestlich in den Sura-Stausee (Surskoje wodochranilischtsche) mündet.
Schemyscheika ist Verwaltungszentrum des Rajons Schemyscheiski sowie Sitz der Stadtgemeinde (gorodskoje posselenije) Rabotschi possjolok Schemyscheika, zu der außerdem das Dorf Mordowskaja Norka (6 km südöstlich) und die Siedlung Lesnoi (6 km östlich) gehören.

## Geschichte
Der Ort wurde urkundlich erstmals 1705 als neu gebautes Dorf Nikolskaja (Schemischeika) mit 15 Höfen erwähnt. Ab 1780 gehörte es zum Ujesd Kusnezk der Statthalterschaft, später Gouvernement Saratow. Der Name Nikolskoje nach dem Namenspatron der Dorfkirche war als Alternativbezeichnung noch bis ins frühe 20. Jahrhundert in Gebrauch.
Am 10. Februar 1932 wurde der Verwaltungssitz des am 16. Juli 1928 gegründeten Naskaftymski rajon mit Sitz im knapp 20 km nordöstlich gelegenen Dorf Naskaftym nach Schemyscheika verlegt und der Rajon entsprechend umbenannt. In den 1980er-Jahren erhielt der Ort den Status einer Siedlung städtischen Typs.

### Bevölkerungsentwicklung
| Jahr | Einwohner |
| ---- | --------- |
| 1795 | 760       |
| 1859 | 2553      |
| 1897 | 3059      |
| 1939 | 2737      |
| 1959 | 2569      |
| 1970 | 2914      |
| 1979 | 5532      |
| 1989 | 6806      |
| 2002 | 6708      |
| 2010 | 6512      |

Anmerkung: ab 1897 Volkszählungsdaten

## Verkehr
Durch Schemyscheika verläuft die Regionalstraße 56K-161 von Pensa weiter ins südöstlich benachbarte Rajonzentrum Lopatino. Nach Westen zweigt die 56K-276 ins etwa 25 km entfernte Dorf Kondol an der föderalen Fernstraße R158 Nischni Nowgorod – Pensa – Saratow ab. In nordöstlicher Richtung verläuft die 56K-59 nach Gorodischtsche, über die auch die etwa 30 km entfernte, nächstgelegene Bahnstation Kanajewka (nahe Sursk) an der Strecke Rjaschsk – Pensa – Sysran erreichbar ist.